# Chinami Yoshida
Chinami Yoshida (jap. 吉田 知那美, Yoshida Chinami; * 26. Juli 1991 in Kitami)  ist eine japanische Curlerin. Sie spielt als Third im Team von Satsuki Fujisawa.

## Karriere
Yoshida begann ihre internationale Karriere bei der Pazifik-Asienmeisterschaft 2013 als Ersatzspielerin im japanischen Team um Skip Ayumi Ogasawara; die Mannschaft gewann die Bronzemedaille.
2014 hat sie als Ersatzspielerin der japanischen Mannschaft an den Olympischen Winterspielen 2014 in Sotschi teilgenommen. Die japanische Mannschaft unter Skip Ogasawara kam auf den fünften Platz.
Bei der Pazifik-Asienmeisterschaft 2015 spielte sie erstmals als Third für Skip Satsuki Fujisawa. Die Japanerinnen besiegten im Finale die südkoreanische Mannschaft um Skip Kim Ji-Sun und gewannen die Goldmedaille. Bei der Pazifik-Asienmeisterschaft 2016 gewann sie die Bronzemedaille und auch bei der Pazifik-Asienmeisterschaft 2017 kam sie auf den dritten Platz.
Durch den Sieg bei der Pazifik-Asienmeisterschaft 2015 qualifizierte sich Yoshida mit der japanischen Nationalmannschaft für die Weltmeisterschaft 2016 in Swift Current. Die Japanerinnen beendeten die Round Robin mit neun Siegen und zwei Niederlagen, verloren im Page-Playoffspiel des 1. gegen den 2. aber gegen das Schweizer Team von Binia Feltscher. Im Halbfinale konnten sie gegen die russische Mannschaft von Anna Sidorowa gewinnen und doch noch in das Finale einziehen. Dort unterlagen sie Binia Feltscher mit 6:9. 
Yoshida gewann mit dem Team Fujisawa (Skip: Satsuki Fujisawa, Second: Yūmi Suzuki, Lead: Yurika Yoshida, Ersatz: Mari Motohashi) den japanischen Auswahlwettbewerb für die Olympischen Winterspiele 2018 und vertrat Japan in Pyeongchang. Nach der Round Robin stand sie mit ihrem Team auf dem vierten Platz und zog in die Finalrunde ein. Im Halbfinale musste sie sich Südkorea mit Skip Kim Eun-jung geschlagen geben. Im Spiel um Platz drei konnte sie hingegen Großbritannien mit Skip Eve Muirhead mit 5:3 schlagen und die Bronzemedaille gewinnen. Es war die erste olympische Medaille im Curling für Japan.
Bei der Pazifik-Asienmeisterschaft 2018 kam sie mit dem Team Fujisawa nach einer Finalniederlage gegen die Koreanerinnen um Kim Min-ji auf den zweiten Platz.

## Trivia
Ihre Schwester Yurika spielt mit ihr im gleichen Team.